# MC Kevin
Kevin Nascimento Bueno (São Paulo, 29 de abril de 1998 – Rio de Janeiro, 16 de maio de 2021), conhecido artisticamente como MC Kevin, foi um cantor e compositor brasileiro.

## Carreira musical
Filho de Valquíria Nascimento e Agnaldo Bueno, MC Kevin nasceu na Vila Ede, na Zona Norte de São Paulo e, desde 2013, estava no meio musical. Começou a fazer sucesso nos canais do YouTube do KondZilla e da GR6 Music. O cantor ficou conhecido por sucessos como "O Menino Encantou a Quebrada", "Cavalo de Troia", "Pra Inveja é Tchau" e "Veracruz".
Além de suas músicas solo, MC Kevin tem uma lista de sucessos colaborativos com artistas do funk paulista como MC Davi, MC Hariel, Kevinho, MC Pedrinho, MC Don Juan, Salvador da Rima, MC Ryan SP, entre outros.
Em abril de 2021, um mês antes de morrer, lançou a canção "Minha Última Música", onde diz que estava "cansado de cantar" e queria "dar um tempo".
Antes do acidente, o cantor se encontrava hospedado em um hotel na Barra da Tijuca, na cidade do Rio de Janeiro, para uma apresentação na boate Mansão Imperador, localizada nas proximidades de Oswaldo Cruz e Vila Valqueire, entre as zonas Norte e Oeste da cidade. No evento local conhecido como Baile do Imperador, realizado clandestinamente, o funkeiro realizou seu último show, acompanhado da sua noiva, na madrugada de 15 para 16 de maio de 2021.

## Vida pessoal
Kevin teve uma filha, Soraya, nascida em 2015, fruto de relacionamento com Evelin Gusmão. Em 2020, começou a namorar a advogada criminalista Deolane Bezerra, de quem ficou noivo em 29 de abril de 2021 em Tulum, no México, e foram morar juntos logo depois em Mogi das Cruzes, na Grande São Paulo.
O histórico judicial do cantor foi bastante conturbado. Uma das primeiras vozes de prisão que o cantor recebeu foi no ano de 2016, quando foi abordado, tendo sido encontrado um celular que constava como um aparelho furtado. Na ocasião, sua fiança foi paga e posteriormente liberado. Outra passagem que o cantor teve ocorreu um mês depois, após se envolver em um acidente de trânsito, no qual avançou um sinal vermelho e colidiu com outro carro. As investigações mostraram que Kevin estava sem habilitação e com 0,48 mg/L de álcool no sangue. Em mais de uma ocasião o cantor foi apreendido com o uso de drogas. Uma das primeiras ocorreu em São Paulo, onde o cantor estava fumando maconha dentro de seu veículo. No mesmo ano o cantor foi encontrado utilizando drogas dentro de um hotel em Belo Horizonte. Uma das últimas acusações ocorreu em maio de 2020, quando o cantor foi acusado de frequentar os espaços de seu apartamento com a COVID-19, propagando a doença contagiosa dentro dos apartamentos. Após a morte do cantor todas as acusações foram arquivadas.

## Morte
MC Kevin morreu aos 23 anos, após cair do quinto andar do Hotel Brisa Barra, onde estava hospedado, na Avenida Lúcio Costa, na Barra da Tijuca, Rio de Janeiro, em 16 de maio de 2021. A necrópsia apontou como causa da morte traumatismo craniano e hemorragia subaracnoidea, além de múltiplas fraturas e lesões.
O velório do cantor foi protagonizado por diversos discursos de Deolane, viúva de Kevin, fez sobre o provável motivo da causa da morte do cantor.
| “ | Meu marido estava deitado comigo e teve que descer para pagar a conta do hotel de gente que deveria ter vindo embora para São Paulo, mas quis tolerar gente sanguessuga do nosso lado. Todos nós temos que fazer por onde, ter o nosso, entendeu?.... | ” |

| “ | Isso aqui é amizade, porque o Kevin, quando estava com pessoas do bem, foi para a 'Mansão Maromba', virou outra pessoa. Eu não queria ele lá por ciúmes, mas quando ele falou: 'Lá mudou a minha vida'... | ” |

O exame toxicológico feito ao corpo apontou a presença da substância metilenodioximetanfetamina (MDMA) e cafeína — substâncias usadas imediatamente antes da sua morte. Kevin ingeriu bebidas alcoólicas antes do acidente. A morte foi considerada um acidente no processo aberto pela Polícia Civil do Rio de Janeiro.

## Prêmios e indicações
| Ano  | Prêmio                       | Categoria        | Indicação                                       | Resultado | Ref.   |
| ---- | ---------------------------- | ---------------- | ----------------------------------------------- | --------- | ------ |
| 2021 | MTV Millennial Awards Brasil | Coreô Envolvente | "Bilhete Premiado" (com Gabily e Kevin o Chris) | Indicado  | [ 29 ] |